# 羽根西新町
羽根西新町（はねにししんまち）は、愛知県岡崎市の町名である。岡崎地区に位置する。丁番を持たない単独町名であり、小字は設置されていない。

## 地理
岡崎市の南部に位置する。6つの番地がある。

### 番地
- 1
- 2
- 3
- 5
- 6
- 7

## 世帯数と人口
2019年（令和元年）5月1日現在の世帯数と人口は以下の通りである。
| 町丁       | 世帯数  | 人口  |
| ---------- | ------- | ----- |
| 羽根西新町 | 132世帯 | 255人 |

### 人口の変遷
国勢調査による人口の推移
| 2005年（平成17年） | 276人 | [ 6 ] |  |
| 2010年（平成22年） | 299人 | [ 7 ] |  |
| 2015年（平成27年） | 270人 | [ 8 ] |  |

## 小・中学校の学区
市立小・中学校に通う場合、学区は以下の通りとなる。
| 番・番地等 | 小学校             | 中学校             |
| ---------- | ------------------ | ------------------ |
| 全域       | 岡崎市立岡崎小学校 | 岡崎市立翔南中学校 |

## 歴史
額田郡羽根村の一部を前身とする。

### 沿革
- 2003年（平成15年）7月26日 - 羽根町、柱町、上和田町のそれぞれ一部が分離し、羽根西新町として誕生した。岡崎駅西土地区画整理事業の一環[1]。

### 史跡
- 文女遺跡

## 施設
- 岡崎市南部市民センター分館（1981年4月20日開館）[10]
- 岡崎市南部乳児保育園（2018年4月1日開園）[11][12]
- 蒲郡信用金庫 岡崎南支店
- 岡崎信用金庫 岡崎駅西支店
- ローソン JR岡崎駅西口店
- ファミリーマート 羽根西新町店

## 交通
鉄道
- JR東海道本線
  - 岡崎駅の一部
- 愛知環状鉄道・愛知環状鉄道線
  - 岡崎駅の一部

道路
- 愛知県道43号岡崎碧南線（土呂西尾道）

## ギャラリー
- 岡崎市南部市民センター分館
- 岡崎市南部乳児保育園
- ホテルトレンド岡崎駅前

## その他

### 日本郵便
- 郵便番号 : 444-0839[4]（集配局：岡崎郵便局[13]）。

## 参考資料
- 「角川日本地名大辞典」編纂委員会 編『角川日本地名大辞典 23 愛知県』角川書店、1989年3月8日。ISBN 4-04-001230-5。
- 有限会社平凡社地方資料センター 編『日本歴史地名体系第23巻 愛知県の地名』平凡社、1981年。ISBN 4-582-49023-9。